# Phygadeuon serotinus
Phygadeuon serotinus är en stekelart som beskrevs av Otto Schmiedeknecht 1905. Phygadeuon serotinus ingår i släktet Phygadeuon och familjen brokparasitsteklar. Inga underarter finns listade i Catalogue of Life.